# Генрих де Монпансье
Генрих де Бурбон (фр. Henri de Bourbon, duc de Montpensier; 12 мая 1573, Мезьер-ан-Бренн — 27 февраля 1608, Париж) — 4-й герцог де Монпансье, принц крови дома Бурбонов, 17-й князь Домб, дофин Оверни, 2-й герцог-пэр Сен-Фаржо, виконт де Бросс, единственный сын Франсуа де Монпансье и его супруги Рене д’Анжу.

## Военная карьера
С 1590 года воевал против Католической лиги и Филиппа-Эммануэля Лотарингского, герцога де Меркёра, на тот момент губернатора Бретани. В апреле 1590 года осадил город Кемперле. Будучи наследственным князем Домб, 23 мая 1590 года принял участие в битве при Краоне, командовал войсками Домб вместе с принцем Конти, командующим войсками Конти; был разбит силами испанцев 24 мая.
Позже был назначен губернатором Нормандии. Активно отвоёвывал для своего короля Генриха IV французские земли. Был тяжело ранен при осаде города Дрё в 1593 году.
В 1596 году воевал вместе с Генрихом IV против испанцев в Артуа, принимал участие в кампании против Савойи.

## Жизнь
Обладал большим количеством наследственных титулов, унаследовав их после смерти своего отца Франсуа де Монпансье в 1592 году.
Родился в мае 1573 года в родовом поместье матери Мезьер.
В 1597 году женился на Генриетте-Катерине, герцогине де Жуайез, единственной дочери Генриха де Жуайеза.
У супругов родился единственный ребёнок, Мария де Бурбон-Монпансье (с 1626 года супруга Гастона Орлеанского), наследница дома Монпансье и наследственных титулов отца, кроме титула герцогини Сен-Фаржо; мать Анны де Монпансье.
Со смертью Генриха в 1608 году фактически прекратился род Монпансье, так как не было наследников мужского пола. Титул герцога Монпансье перешёл к Гастону Орлеанскому.